# 顶刺藻科
顶刺藻科（学名：Centritractaceae）为柄球藻目的一个科。此科的模式属为顶刺藻属(Centritractus)。

## 下级分类
本科包括以下属：
- 拟柱杆状藻属 Bumilleriopsis Printz, 1914
- Centritractis
- 顶刺藻属 Centritractus E.Lemmermann, 1900
- Pseudotetraëdron Pascher, 1912